# 希腊电信公司
希腊电信公司,縮寫為OTE，為希臘國內最主要的電信公司。希臘電信公司為東南歐規模最大的電信公司之一。希臘電信資訊科技寬頻服務、固網電信、行動電話、高速數據傳輸、專線租用服務。
目前，希臘電信公司有3萬名員工，分布於4個國家。希臘電信之前為希臘國有企業，1996年股份制改造，目前在雅典及倫敦两地上市。2009年7月起，德國電信为希臘電信最大的股東。

## 股权结构
- 希腊共和国政府：10.0%
- 德国电信: 40.0%
- 国际机构: 29.5%
- 希腊国内机构: 10.7%
- 其他: 9.8%